# Dekanat Herrieden
Das Dekanat Herrieden ist ein Dekanat der römisch-katholischen Kirche im Bistum Eichstätt. Im Dekanat leben rund 27.000 Katholiken auf etwa 853 km². Territorial umfasst das Dekanat den zum Bistum Eichstätt gehörenden Teil des Landkreises Ansbach. Bei der Dekanatsreform am 12. Juni 2011 behielt es seine Grenzen. Dekane waren Stephan Müller (2011–2012) und Wolfgang Hörl (2014–2019). Seit Dezember 2019 ist Stadtpfarrer Peter Hauf, Leiter des Pfarrverbands Herrieden-Aurach, Dekan. Es gehören 21 Pfarreien zum Dekanat Herrieden.

## Liste der Pfarreien
- Pfarrverband Herrieden-Aurach
  - Aurach, St. Peter und Paul mit der Filiale Mater Dolorosa in Windshofen
  - Elbersroth, St. Jakobus der Ältere mit der Filiale Mater Dolorosa in Lattenbuch
  - Herrieden, St. Vitus und Deocar
  - Neunstetten, St. Vitus
  - Rauenzell, Mariä Heimsuchung
  - Weinberg, Mariä Sieben Schmerzen
- Pfarrverband Heilsbronn
  - Heilsbronn, Unsere Liebe Frau mit der Filiale St. Bonifatius in Dietenhofen
  - Neuendettelsau, St. Franziskus
  - Sachsen-Lichtenau, St. Josef (Sachsen bei Ansbach), St. Johannes (Lichtenau)
- Pfarrverband Wolframs-Eschenbach
  - Mitteleschenbach, St. Nikolaus mit der Filiale Zum gekreuzigten Heiland in Gersbach
  - Veitsaurach, St. Vitus
  - Windsbach, St. Bonifatius
  - Wolframs-Eschenbach, Mariä Himmelfahrt mit der Filiale Heilige Familie in Biederbach
- Pfarrverband Burgheide
  - Bechhofen, Herz Jesu
  - Burgoberbach, St. Nikolaus
  - Großenried, St. Laurentius
- Pfarrverband Obere Altmühl-Heide
  - Arberg, St. Blasius
  - Großlellenfeld, Mariä Heimsuchung
  - Mörsach, St. Antonius
  - Ornbau, St. Jakobus der Ältere mit der Filiale St. Nikolaus von Flüe in Weidenbach
- Pfarrei Wassertrüdingen
  - Wassertrüdingen, Heilig Geist